# Escorpain
Escorpain é uma comuna francesa na região administrativa do Centro, no departamento Eure-et-Loir. Estende-se por uma área de 9,21 km². Em 2010 a comuna tinha 250 habitantes (densidade: 27,1 hab./km²).